# Splićanke
Splićanke je kabaret hrvatskog autora Ivana Lea Leme, koji je autor teksta i redatelj. Sadržajem je omnibus od pet ispovjednih priča Splićanki. Pripovijedaju ih na način stand up komedije, uz prateću pjesmu i glamuroznu plesnu točku koju je osmislio koreograf Leo Mujić, songove je uglazbio Zvonimir Dusper. Satirički i ironično su prikazane mane današnjeg Splita i Dalmacije. Prva glumačka postava ove predstave su Ana Gruica, Nada Kovačević, Lidija Florijan, Mia Vladović te Aneta Matulić. Likovi koje glume u predstavi su profesorica glazbene kulture, žena pomorca koja je opsjednuta količinom psećeg izmeta, escort dama, Miss Mejaša i bankarica. Predstava obiluje tekstom. Pet junakinja predstava se susreću na Zavodu za zapošljavanje gdje svaka od njih pripovijeda kako su došle tu gdje jesu. I. U pristupu suočavanja samih sa sobom bez obzira 'šta će svit reć', oslobađaju se okova. Autor se izruguje šablonama, isključivosti, instant 'mudrosti' coelhove vrste, zatim samokritično se izruguje pomalo provincijskom duhu u Splitu i Dalmaciji da su u svemu "naj", pri čemu u isto vrijeme ne podnosimo nikoga tko strši iznad prosjeka i skloni smo ismijavanju i osudi. Predstava je premijerno prikazana u Gradskom kazalištu mladih u Splitu 8. prosinca 2016. godine. Cabaret je vrlo brzo postao kultni i iznimno popularan kod publike.